# Christian Ernst Friedrich Weber

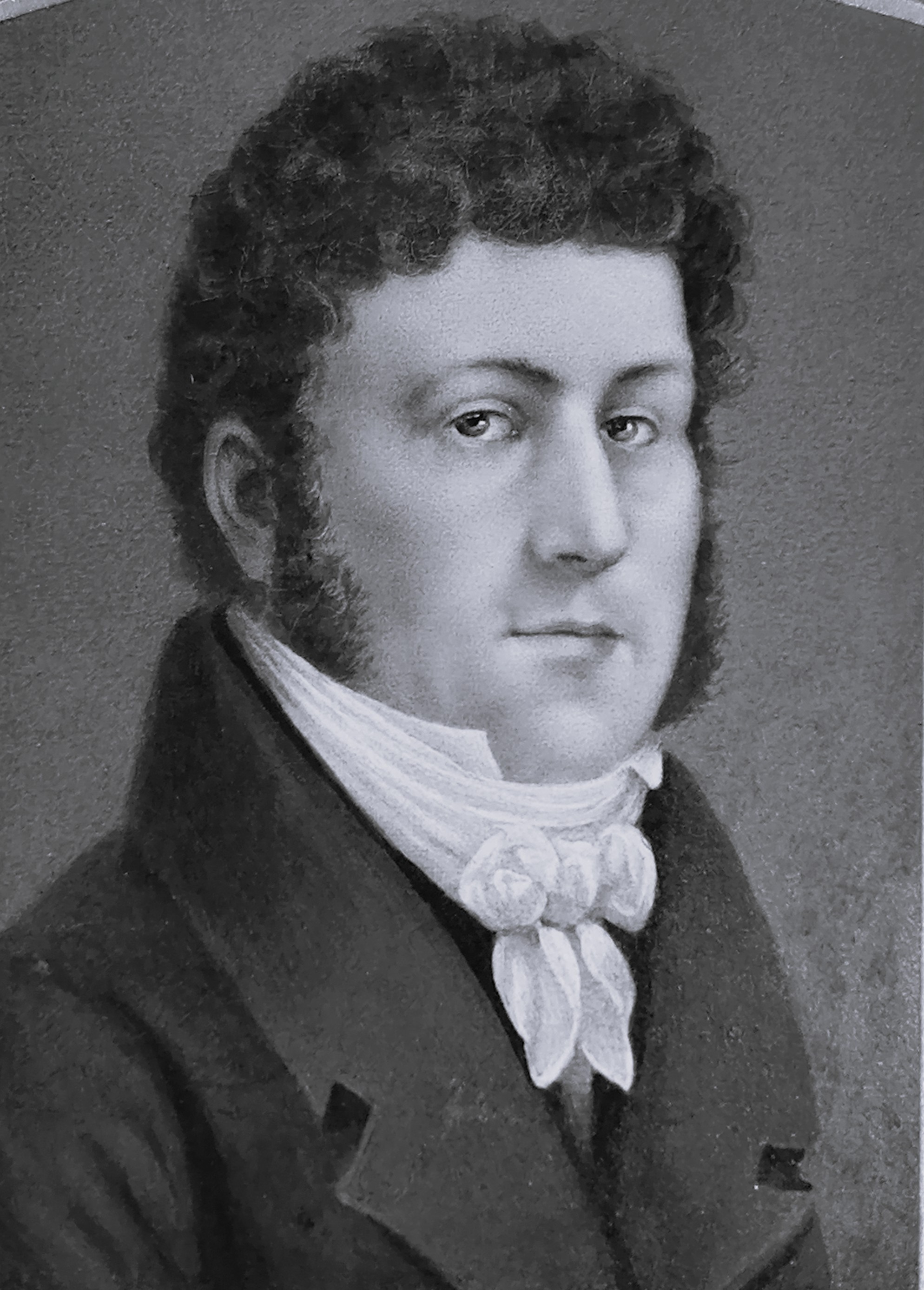
Christian Ernst Friedrich Weber

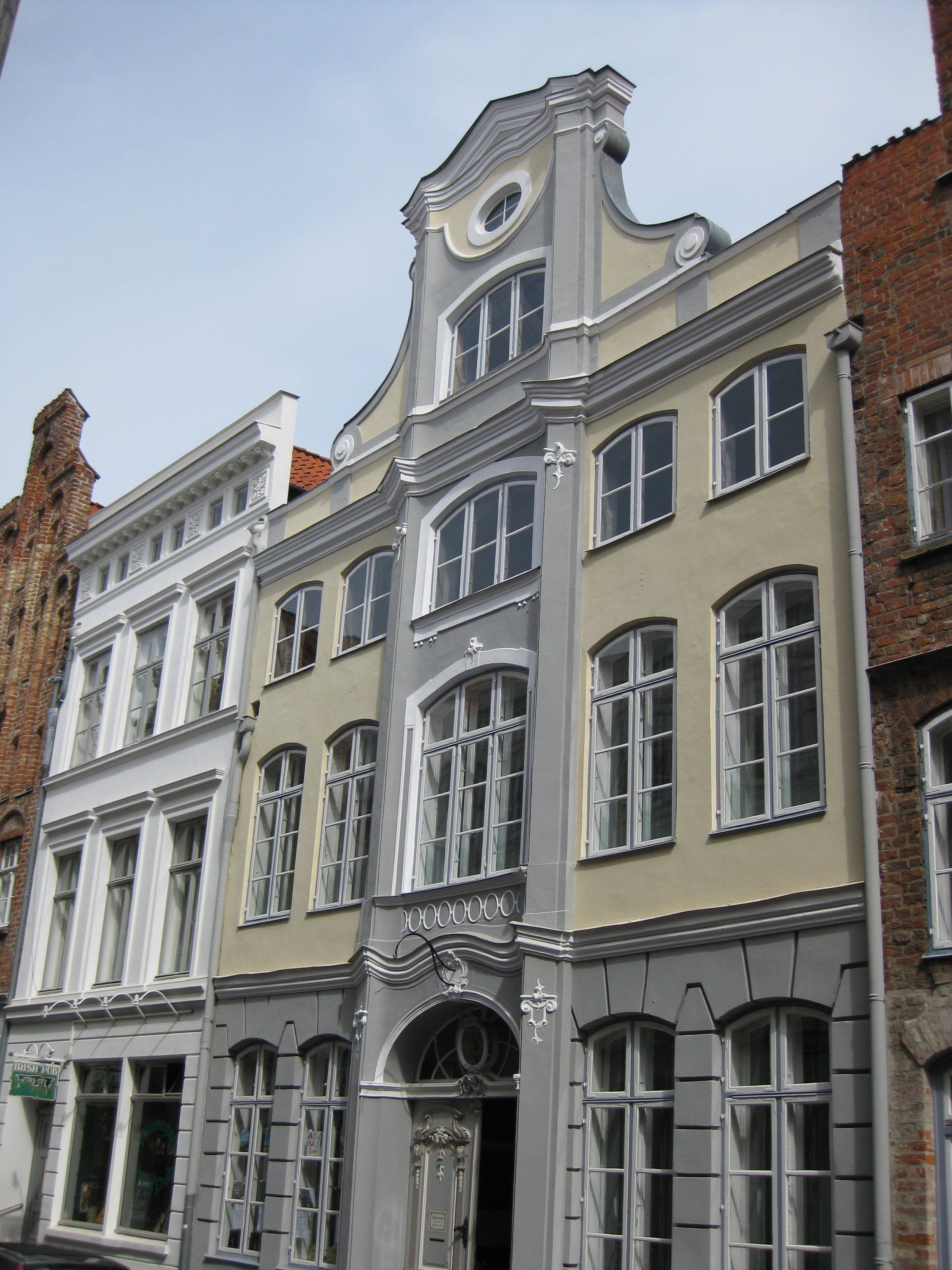
Mengstraße 40

Christian Ernst Friedrich Weber (* 14. Juni 1786 in Scheibenberg; † 12. Januar 1849 in Lübeck) war Kaufmann und Ratsherr dann Senator der Freien und Hansestadt Lübeck.

## Leben
Weber war Sohn des 1832 in Eutin verstorbenen Leopold Weber. Als Kaufmann war Weber Ältester der Kaufleute-Kompagnie. 1830 wurde er zum Ratsherrn gewählt und gehörte im Rat dem Finanzdepartement, der Baudeputation (zeitweilig Präses) und der Armenanstalt an. 1842 bis 1848 wirkte er im Lübecker Rat als Gerichtsherr im Stadtgericht. Er bewohnte ab 1830 das Haus in der Mengstraße 40.